# Aethecerus nitidus
Aethecerus nitidus är en stekelart som beskrevs av Wesmael 1845. Aethecerus nitidus ingår i släktet Aethecerus och familjen brokparasitsteklar. Arten är reproducerande i Sverige. Utöver nominatformen finns också underarten A. n. persicator.